# Hypothyris acreana
Hypothyris acreana är en fjärilsart som beskrevs av Ferreira D'almeida 1958. Hypothyris acreana ingår i släktet Hypothyris och familjen praktfjärilar. Inga underarter finns listade i Catalogue of Life.